# Ulrich Günther (Musikpädagoge)
Ulrich Günther (* 19. September 1923 in Magdeburg; † 3. Januar 2011) war ein deutscher Musikpädagoge.

## Leben
Er studierte von 1946 bis 1948 an der Adolf-Reichwein-Hochschule, von 1951 bis 1957 Schulmusik an der Musikhochschule Frankfurt und evangelische Theologie, Musikwissenschaft, Erziehungswissenschaft und Soziologie an der Goethe-Universität sowie von 1965 bis 1967 an der Universität Erlangen Erziehungswissenschaft, Musikwissenschaft und evangelische Theologie. 1967 wurde er mit einer Schrift über Schulmusikerziehung zum Dr. phil. promoviert. An der PH (ab 1973 Universität) Oldenburg war er ab 1968 außerordentlicher Professor für Musikerziehung und 1972 ordentlicher Professor für Musikpädagogik. 1991 wurde er emeritiert.

## Schriften (Auswahl)
- Zur Bedeutung des Instruments in Musikerziehung und Musikunterricht. Essen 1964.
- ... über alles in der Welt? Studien zur Geschichte und Didaktik der deutschen Nationalhymne. Berlin 1966.
- mit Thomas Ott: Musikmachen im Klassenunterricht. 10 Unterrichtsreihen aus der Praxis. Wolfenbüttel 1984, ISBN 3-7877-3562-3.
- Die Schulmusikerziehung von der Kestenberg-Reform bis zum Ende des Dritten Reiches. Augsburg 1992, ISBN 3-928898-09-4.